# Fonoaudiólogo

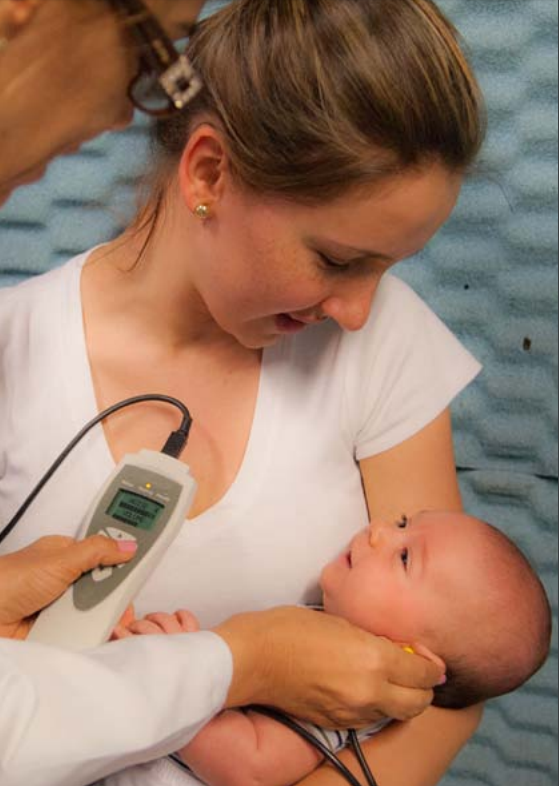
Realização de triagem auditiva neonatal

O fonoaudiólogo é um profissional de saúde, com graduação plena em fonoaudiologia, que atua de forma autônoma e independente nos setores público e privado. É responsável pela promoção da saúde, prevenção, avaliação e diagnóstico, orientação, terapia (habilitação e reabilitação) e aperfeiçoamento dos aspectos fonoaudiológicos da função auditiva periférica e central, da função vestibular, da linguagem oral e escrita, da voz, da fluência, da articulação da fala e dos sistemas miofuncional, orofacial, cervical e de deglutição. Exerce também atividades de ensino e pesquisa.
No Brasil, há algumas décadas, os fonoaudiólogos era chamados de logopedas, sendo que em alguns idiomas ainda se utiliza tal designação, como em espanhol e sueco.
A fonoaudiologia possui um total de 14 especialidades reconhecidas pelo Conselho Federal de Fonoaudiologia, sendo elas: audiologia, linguagem, motricidade orofacial, saúde coletiva, voz, disfagia, fonoaudiologia educacional, gerontologia, fonoaudiologia neurofuncional, fonoaudiologia do trabalho, neuropsicologia, fluência, perícia fonoaudiológica e fonoaudiologia hospitalar.
Na área de saúde mental, trata de distúrbios cognitivo-comunicativos, na neuropsicologia atua no tratamento e no gerenciamento de distúrbios da comunicação afetados pela cognição e pelo funcionamento cerebral, e na fonoaudiologia educacional atua visando promover ações de educação dirigidas à comunidade escolar em diferentes ciclos de vida, levando em consideração a realidade socioeducacional dos envolvidos.

## Audiologia

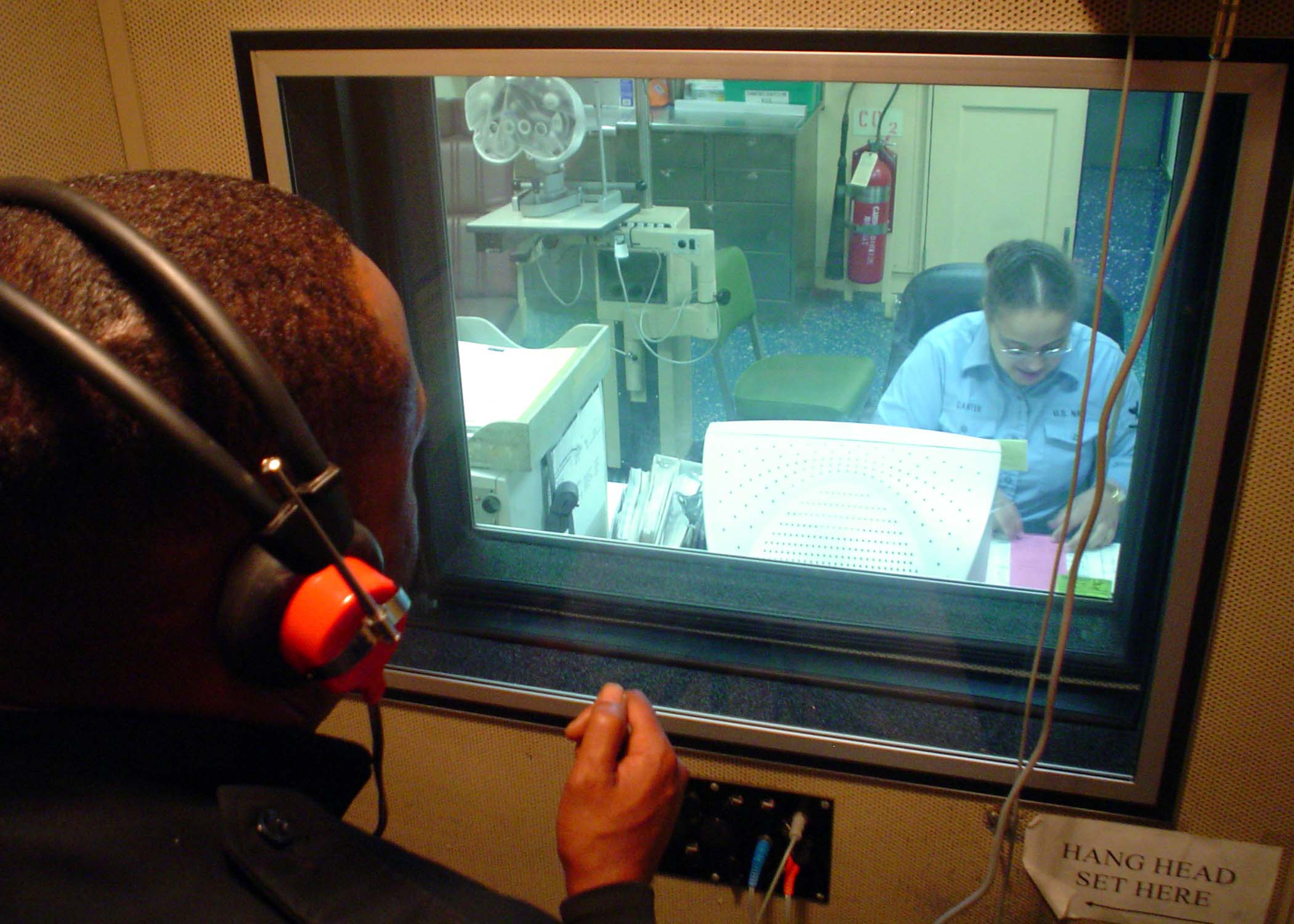
Avaliação audiológica sendo realizada

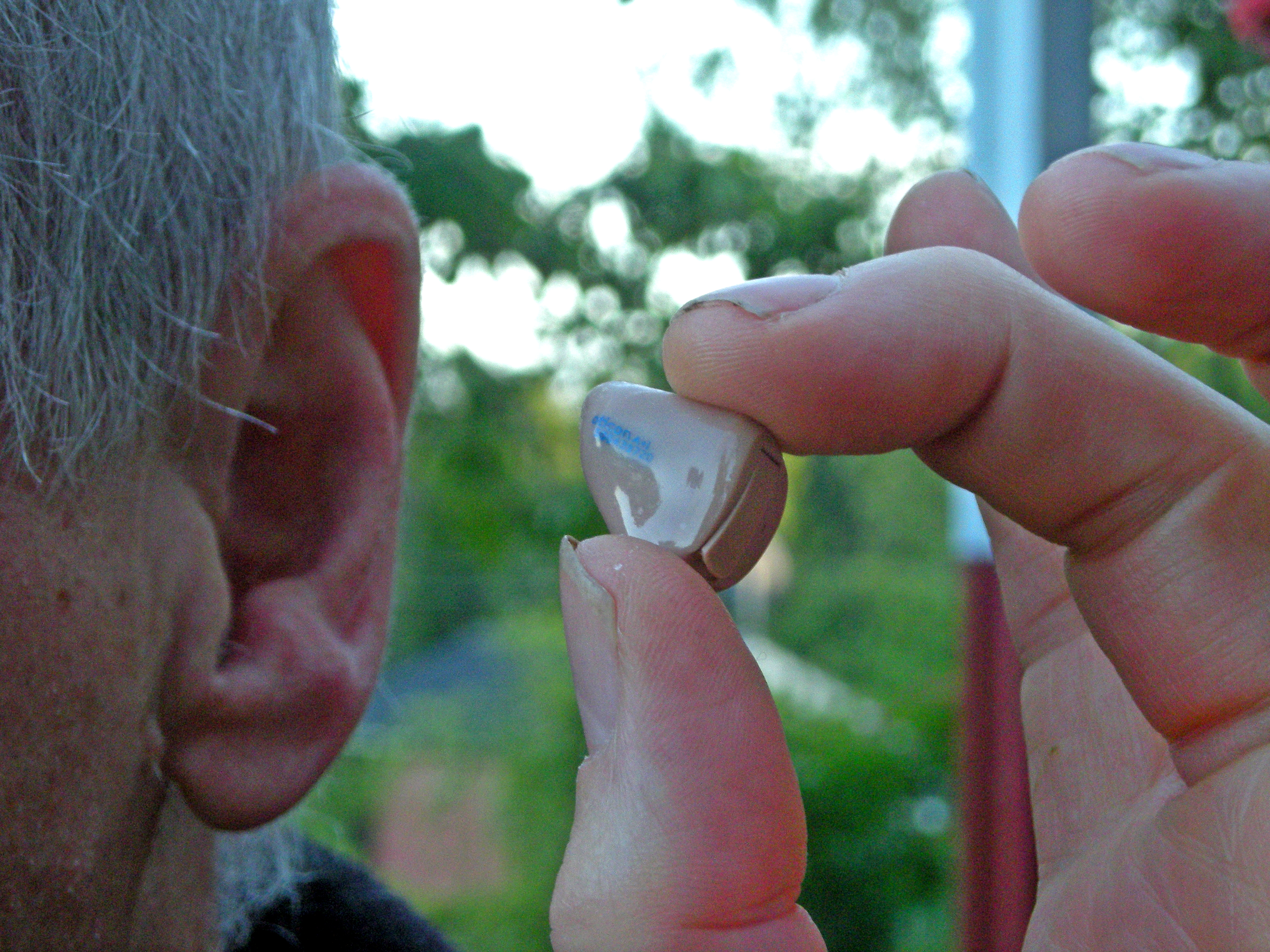
Exemplo de aparelho de amplificação sonora individual (AASI)

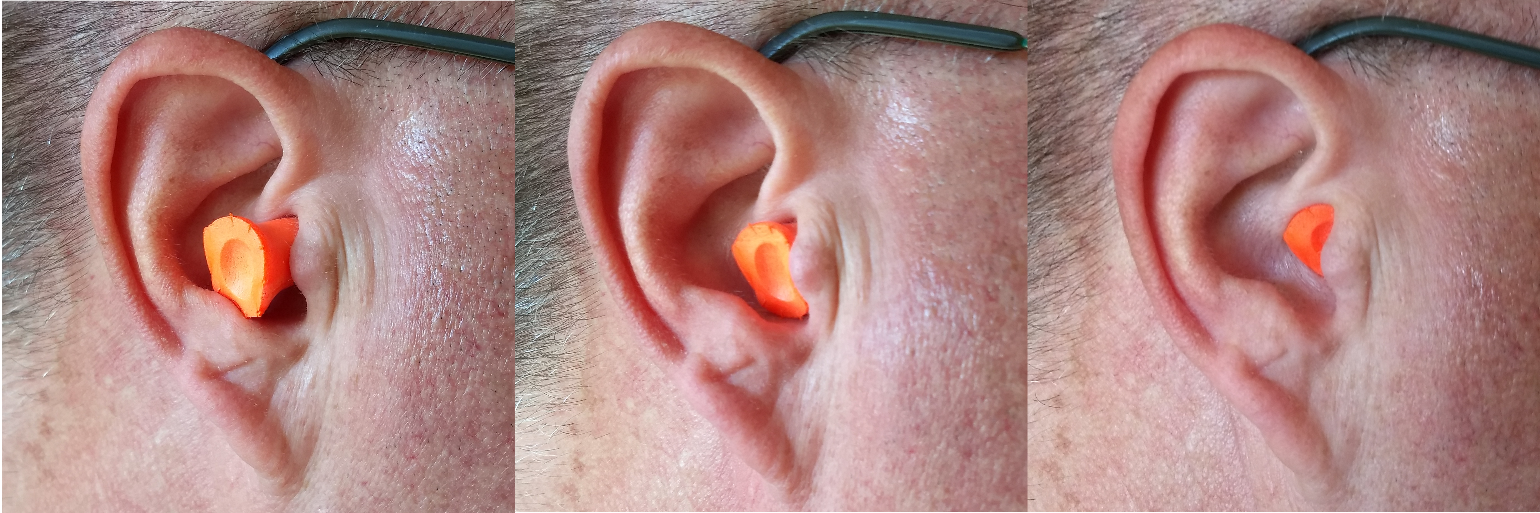
Da esquerda para direita: protetor auricular mal inserido, semi-inserido e corretamente inserido

Na área de audiologia, o fonoaudiólogo é o profissional habilitado para realizar a avaliação, o diagnóstico e a terapia de crianças, adultos e idosos com problemas de audição e equilíbrio. São encarregados da seleção e adaptação de próteses auditivas, participam das equipes de implante coclear. Estes fonoaudiólogos, denominados audiologistas, também realizam monitoramento intraoperativo, desenham, implantam e implementam programas de conservação auditiva, bem como de programas de triagem auditiva neonatal. Além disso, são profissionais de reabilitação por meio de terapias e ou treinamento para intervenção nos distúrbios de audição periféricos e ou centrais.
Executam a avaliação audiológica, que tem como objetivo principal determinar a integridade do sistema auditivo, além de identificar tipo, grau e configuração da perda auditiva em cada orelha. Quando em adultos, está consiste na determinação dos limiares por via aérea e por via óssea, limiar de reconhecimento da fala (LRF) e índice de reconhecimento de fala (IRF). A execução desses testes, juntamente com a imitanciometria e emissões otoacústicas, permite avaliar quantitativa e qualitativamente a audição, podendo demonstrar a necessidade de exames complementares e estabelecer condutas clínicas ou cirúrgicas.

### Triagem auditiva neonatal universal (TANU)
Segundo Resolução nº 568 do CFFa, de 30 de março de 2020, o fonoaudiólogo é o profissional capacitado para realização da Triagem Auditiva Neonatal Universal (TANU), considerando todas as suas etapas, sendo habilitado também para a implementação e execução de programas em hospitais e maternidades.
O objetivo desta triagem realizada pelo fonoaudiólogo é a identificação precoce da deficiência auditiva em neonatos e lactentes, são realizados testes e retestes, para que se possa encaminhar o recém-nascido rapidamente ao diagnóstico dessa deficiência, e consequentemente, proporcionar intervenções que se façam necessárias para um desenvolvimento saudável.
A identificação das perdas auditivas durante o primeiro ano de vida possibilita a intervenção médica e fonoaudiológica precoce, em um período em que a maturação e a plasticidade funcional do sistema nervoso central ainda estão acontecendo, permite a prevenção de futuras dificuldades e gerando um prognóstico que auxilia o desenvolvimento global da criança.

### Reabilitação auditiva
No campo da reabilitação auditiva, conforme a resolução RESOLUÇÃO CFFa nº 591, de 05 de novembro de 2020, o fonoaudiólogo é responsável pela realização dos procedimentos de seleção, indicação, adaptação, verificação e avaliação de resultados, além da orientação, aconselhamento e acompanhamento de usuários que utilizam AASI (Aparelho de Amplificação Sonora Individual), prótese auditiva ancorada no osso ou prótese de orelha média. Para proporcionar ao paciente uma experiência positiva na reabilitação auditiva, o fonoaudiólogo deve seguir parâmetros reconhecidos que visam nortear suas tomadas de decisão. Diversas associações e academias de audiologia produziram protocolos para este fim, destacando o papel do profissional da Fonoaudiologia neste processo e deixando explícita a necessidade de competências de conhecimento técnico-científico em todas as suas decisões. Contudo, é necessário que exista a colaboração entre o fonoaudiólogo e o médico otorrinolaringologista , que realiza a avaliação do paciente, para a investigação e estabelecimento do diagnóstico prévio do candidato ao uso de aparelhos auditivos.

#### Implante coclear
Uma das possibilidades de intervenção no âmbito da reabilitação auditiva é o implante coclear, que é um conjunto formado por uma unidade externa de processamento da fala e por uma unidade interna implantada cirurgicamente na parte interna da orelha, no osso da mastóide. Este método tem como função assumir a função das células ciliadas, transferindo o sinal para o nervo auditivo e possibilitando o restabelecimento de sensações auditivas em indivíduos com perdas auditivas mais acentuadas.
A Portaria Nº 2.776, de 18 de Dezembro de 2014, publicada pelo Ministério da Saúde, define os profissionais que devem compor a equipe técnica básica necessária para o programa de implante coclear, dentre eles, está o fonoaudiólogo. Após a realização de uma avaliação otorrinolaringológica completa, o fonoaudiólogo recebe o candidato, realizando a avaliação audiológica e de linguagem oral, com o objetivo de avaliar se o candidato possui os critérios necessários para a realização do implante, posteriormente o encaminhando aos demais profissionais envolvidos no programa. Ao final das etapas pré-cirúrgicas e cirúrgicas, o candidato é atendido periodicamente pelo fonoaudiólogo, nesse momento, o profissional faz a ativação e o ajuste dos eletrodos e treinamento das habilidades auditivas, buscando o desenvolvimento da leitura de fala e aquisição de linguagem. Dentro da equipe envolvida com candidatos a implante coclear, a presença do fonoaudiólogo é fundamental para a correta adaptação e funcionalidade da habilitação/reabilitação.

## Saúde laboral
Segundo a resolução n° 693 do CFFa, de 03 de março de 2023 o Fonoaudiólogo é um profissional regulamentado para a avaliação e acompanhamento da audição de empregados e servidores que estejam expostos a níveis de pressão sonora elevados, agentes agressivos à saúde auditiva. Além disso, tem competência para implantar, monitorar, assessorar, supervisionar e coordenar Programas de Conservação Auditiva no campo da Saúde do Trabalhador.
Os Programas de Prevenção de Perdas Auditivas (PPPA) na Saúde do Trabalhador propostos pelo fonoaudiólogo devem incluir monitoramento do ruído, monitoramento audiométrico, estimulação do uso de proteção auditiva, treinamento e educação dos trabalhadores, além de examinar a eficiência de suas aplicações, se pautando em legislações nacionais e internacionais.